# Lubrín
Lubrín er en by og kommune i det sydøstlige Spanien i provinsen Almería. Den har et indbyggertal på 1.428 (2024) indbyggere.